# Citua
Citua (Situa|Zitwa) è un termine quechua  che identifica una particolare cerimonia in uso nell'impero inca.
Il cerimomiale, assai complesso, aveva luogo nel mese di agosto, il decimo mese nell'anno peruviano, detto Coyaraimi. Coincideva con l'inizio della stagione delle piogge e aveva lo scopo di scongiurare le malattie che, appunto con l'arrivo delle piogge, erano solite colpire con maggiore virulenza la popolazione andina.

## Descrizione
Il resoconto di questa festività è stato tramandato da molti autori, ma due in particolare lo hanno esaminato in tutti i suoi dettagli. Si tratta di Bernabé Cobo e di Cristóbal de Molina, detto el cuzqueño, per non confonderlo con un altro omonimo scrittore spagnolo dell'epoca.
Si ha ragione di credere che Cobo, autore più tardo, abbia scritto il suo resoconto traendolo da quello di Molina. Per questo le loro descrizioni sono tanto simili.
L'inizio della festa era preceduto da una consultazione, nel Coricancha, il tempio del Sole, tra i sacerdoti e il consiglio imperiale presieduto dall'Inca in persona. In questa riunione si definivano i particolari della cerimonia che potevano variare, di anno in anno.
Definite le modalità della celebrazione si procedeva ad eseguire i preliminari.
Venivano anzitutto portate nella piazza principale del Cuzco le statue di Viracocha e di Chuquilla estratte, per l'occasione, dai rispettivi templi di Quishuarcancha e Pucamarca.
Nello stesso tempo venivano allontanate dalla città tutte le persone che non erano native del Cuzco. Assieme a loro dovevano partire tutti coloro che manifestavano delle deformità, gobbi, nani o sciancati, in quanto si riteneva che la causa delle loro disgrazie fosse determinata da peccati commessi e che non fosse di buon augurio la loro presenza, in questa occasione.
Per non turbare la serenità della cerimonia, venivano fatti uscire dalla città anche tutti i cani, perché, con i loro latrati, non arrecassero pregiudizio alle celebrazioni.
Quando tutto era pronto, l'intera cittadinanza, armata, convergeva nella piazza principale gridando: «Malattie, disastri disgrazie, fuori da questa terra.»
Al centro della piazza, aspettavano quattrocento uomini, in assetto di guerra, divisi in quattro squadre di cento uomini ciascuna, che, al grido di «Fuori il male», si dirigevano, corremdo, verso i quattro punti cardinali.
Quelli che correvano in direzione est, verso il Collasuyo, arrivavano fino alla gola di Acoyapongo, a due leghe dalla città, dove li aspettavano altri armati che partivano correndo in una specie di staffetta. Altre genti davano loro il cambio fino al fiume Quiquijana dove entravano, con tanto di armi e corazze, per bagnarsi e purificarsi.
I guerrieri diretti ad ovest, cioè verso Chinchaysuyo, si fermavano dopo appena una lega, presso Salpina, ma quelli che, lì, li attendevano si dirigevano verso l'Apurimac dove andavano a lavarsi ritualmente.
Quelli diretti a nord, verso l'Antisuyo, si fermavano una lega e mezzo più in là, a Chita, dove erano rilevati da altri che, dandosi il cambio con altri guerrieri in attesa, portavano il male fino al fiume Pisa.
La prima fermata di coloro che si dirigevano a sud, verso il Contisuyo venifa fatta a Churicalla, a due leghe dal Cuzco. La corsa di questa fazione proseguiva, però, con i medesimi intenti delle altre,  fino al fiume Cusibamba.
Nel frattempo, tutta la popolazione rimasta in città, accompagnava la loro corsa con alte grida e invocazioni contro il male, poi, intrecciava balli gioiosi a cui partecipava lo stesso Inca e che duravano tutta la notte. Al mattino tutti andavano a lavarsi ritualmente a delle fonti o a dei fiumi e, al ritorno, accendevano grossi fasci di paglia, trainati con corde, che venivano passati di mano in mano con grande abilità.
Rientrata nelle proprie dimore, la popolazione si dedicava ad un rito propiziatorio. Ognuno si cospargeva il viso con una speciale farinata di mais, detta "sanco" già preparata allo scopo e sfregava accuratamente stipiti delle porte, vestiti e dispense.
Il resto della giornata veniva trascorso mangiando e bevendo le cose migliori che avevano a disposizione.
Durante la notte venivano portate nella grande piazza le statue delle principali divinità, quella di Viracocha, del Sole e del Tuono e, al mattino, quando l'Inca faceva la sua comparsa nella spianata con la sua consorte legittima, venivano schierate anche tutte le spoglie mummificate dei sovrani defunti.
L'intero corpo sacerdotale, comprese quelle figure che, normalmente, esercitavano la loro attività cultuale nel più stretto riserbo, prendeva posto accanto all'Inca e alla nobiltà che lo accompagnava.
Quando tutti i maggiorenti si erano assisi ai loro posti, entrava nella piazza la popolazione, divisa per circoscrizioni e separata in due parti distinte, Hanan e Hurin.
La giornata trascorreva, così, tra balli rituali in costume e cerimonie officiate dai massimi sacerdoti.
L'indomani la piazza veniva occupata nello stesso ordine del giorno precedente, ma questa volta venivano introdotti anche numerosi capi di bestiame destinati al sacrificio. Il sacerdote del Sole era deputato al sacrificio di quattro animali, uno per Viracocha, uno per il Tuono, uno per il Sole e l'ultimo per Huanacauri, la huaca principale degli Inca. Col sangue degli animali venivano aspersi dei grandi bacili di sanco e la farina così trattata veniva suddivisa fra tutti gli astanti. Anche le carni delle vittime erano divise in piccoli pezzi e distribuite a tutti, ma, prima di far ciò, il sacerdote esaminava i polmoni per trarne degli auspici per l'anno futuro.
I singoli ordini di sacerdoti recitavano delle orazioni, ognuno per gli dei a cui era consacrato, poi venivano sacrificate le numerose bestie rimanenti e la loro carne veniva distribuita tra i presenti assieme a grandi quantità di chicha, nel frattempo, portata nella piazza. La giornata continuava, tra banchetti e balli e la festa riprendeva all'indomani con lo stesso rituale e, così ininterrottamente per un totale di quattro giorni. Il terzo giorno, però, erano ammessi anche gli estranei che venivano condotti nella piazza con le loro huaca, appositamente trasportate al Cuzco.
Cristóbal de Molina ci assicura che l'ideatore di questa festa fu l'Inca Pachacútec che avrebbe ampliato e reso grandiosa una ricorrenza simile, già in uso presso i suoi predecessori.